# Notarchus punctatus
Notarchus punctatus är en snäckart som beskrevs av Philippi 1836. Notarchus punctatus ingår i släktet Notarchus och familjen Notarchidae. Inga underarter finns listade i Catalogue of Life.